# Cyrtarachne raniceps
Cyrtarachne raniceps là một loài nhện trong họ Araneidae.
Loài này thuộc chi Cyrtarachne. Cyrtarachne raniceps được Mary Agard Pocock miêu tả năm 1900.